# Brenda Strong
Brenda Lee Strong (sinh ngày 25 tháng 3 năm 1960) là một nữ diễn viên người Mỹ.

## Thời thơ ấu
Strong được sinh ra ở Portland, Oregon, con gái của Jean (nhũ danh Weatherford) và Jack Strong. Cô lớn lên ở Brightwood, tốt nghiệp năm 1978 từ trường trung học Sandy Union ở Sandy, Oregon. Sau đó, cô chuyển đến Arizona để theo học đại học và tốt nghiệp Đại học bang Arizona với bằng Cử nhân Âm nhạc tại nhà hát âm nhạc. Strong đã đăng quang Hoa hậu Arizona vào năm 1980. Cô cao 6 feet (1,8 m).

## Danh sách phim

### Phim
| Năm  | Tiêu đề                                     | Vai diễn              | Ghi chú             |
| ---- | ------------------------------------------- | --------------------- | ------------------- |
| 1986 | Weekend Warriors                            | Danielle              |                     |
| 1987 | Spaceballs                                  | Nurse Gretchen        |                     |
| 1989 | Skin Deep                                   | Real Estate Agent     | Không được trả tiền |
| 1993 | My Life                                     | Laura                 |                     |
| 1993 | Malice                                      | Claudia               |                     |
| 1996 | The Craft                                   | Doctor                |                     |
| 1997 | Starship Troopers                           | Captain Deladier      |                     |
| 1998 | Get a Job                                   | Emily LaCrosse        |                     |
| 1998 | Black Dog                                   | Melanie               |                     |
| 1998 | Undercurrent                                | Renee Rivera          |                     |
| 1999 | The Deep End of the Ocean                   | Ellen                 |                     |
| 2000 | Terror Tract                                | Dr. Helen Corey       |                     |
| 2002 | Teddy Bears' Picnic                         | Jackie Sloane Chevron |                     |
| 2002 | Red Dragon                                  | Dinner Guest          |                     |
| 2003 | Missing Brendan                             | Joyce Calden          |                     |
| 2003 | Exposed                                     | Susan Andrews         |                     |
| 2004 | Starship Troopers 2: Hero of the Federation | Sergeant Dede Rake    |                     |
| 2004 | The Work and the Glory                      | Mary Ann Steed        |                     |
| 2005 | The Kid & I                                 | Bonnie Roman          |                     |
| 2007 | A Plumm Summer                              | Viv                   |                     |
| 2008 | Ocean of Pearls                             | Mary Stewart          |                     |
| 2009 | You                                         | Paula                 |                     |
| 2010 | Privileged                                  | Mrs. Carrington       |                     |
| 2012 | An Engagement                               | Mom                   | Phim ngắn           |
| 2014 | Teacher of the Year                         | Ellen Behr            |                     |
| 2014 | I Can See You                               | Marnie                | Phim ngắn           |
| 2015 | The Leisure Class                           | Charlotte             |                     |
| 2019 | #3 Normandy Lane                            | Director              | Phim ngắn           |

### Truyền hình
| Year         | Title                                                       | Role                    | Notes                                                  |
| ------------ | ----------------------------------------------------------- | ----------------------- | ------------------------------------------------------ |
| 1985         | St. Elsewhere                                               | Nadine Aurora           | Tập phim: "The Naked and the Dead"                     |
| 1985         | Misfits of Science                                          | Miss Speedway           | Tập phim: "Twin Engines"                               |
| 1985         | Shadow Chasers                                              | Angela Taylor           | Tập phim: "The Many Lies of Johnathan"                 |
| 1986         | MacGyver                                                    | Lila                    | Tập phim: "The Assassin"                               |
| 1986         | Cheers                                                      | Vicki                   | Tập phim: "The Cape Cad"                               |
| 1986         | Sledge Hammer!                                              | Miss Hotchkins          | Tập phim: "Miss of the Spiderwoman"                    |
| 1987         | Dallas                                                      | Cliff's One Night Stand | Tập phim: "Cat and Mouse"                              |
| 1987         | Hotel                                                       | Hilary Sinclair         | Tập phim: "Revelations"                                |
| 1987         | Kenny Rogers as The Gambler, Part III: The Legend Continues | Desiree                 | Phim truyền hình                                       |
| 1988         | Star Trek: The Next Generation                              | Rashella                | Tập phim: "When the Bough Breaks"                      |
| 1989         | Midnight Caller                                             | Kristen                 | Tập phim: "No Exit"                                    |
| 1989         | Hooperman                                                   | Nun                     | Tập phim: "The Nun and I"                              |
| 1989         | Matlock                                                     | Jan Sinclair            | Tập phim: "The Model"                                  |
| 1990         | Father Dowling Mysteries                                    | Miss Cantrell/O'Grady   | Tập phim: "The Perfect Cover Mystery"                  |
| 1990         | People Like Us                                              | Brenda Primrose         | Phim truyền hình                                       |
| 1991         | Anything but Love                                           | Unknown                 | Tập phim: "My New Best Friend"                         |
| 1991         | Twin Peaks                                                  | Jones                   | 4 tập phim                                             |
| 1991–1992    | Blossom                                                     | Diane                   | 2 tập phim                                             |
| 1991         | Murphy Brown                                                | Janine                  | Tập phim: "Eldin Inmates Life"                         |
| 1992         | Rachel Gunn, R.N.                                           | Sheila                  | Tập phim: "I Dream of Squidhead"                       |
| 1992         | Scorch                                                      | Allison King            | Series phim, 6 tập phim                                |
| 1992         | Sibs                                                        | Naomi                   | Tập phim: "Warren and the Married Woman"               |
| 1992         | Grapevine                                                   | Allison                 | Tập phim: "The Allison and Ken Story"                  |
| 1992         | Dark Justice                                                | Jessica Sadler          | Tập phim: "Happy Mothers Day"                          |
| 1992–1993    | Herman's Head                                               | Dr. Holland             | 2 tập phim                                             |
| 1992         | Stepfather III                                              | Lauren Sutliffe         | Phim truyền hình                                       |
| 1993         | The Young Indiana Jones Chronicles                          | Beatrice Kaufman        | Tập phim: "Young Indian Jones and the Scandal of 1920" |
| 1993         | The Second Half                                             | Heather                 | Tập phim: "Guess Who's Channeling Dinner?"             |
| 1993         | Picket Fences                                               | Sarah Evans             | Tập phim: "Unlawful Entries"                           |
| 1993         | Silk Stalkings                                              | Candy Grayson           | Tập phim: "Ladies Night Out"                           |
| 1994         | Island City                                                 | Dr. Sammy Helding       | Phim truyền hình                                       |
| 1994         | ER                                                          | Sally Niemeyer          | Tập phim: "Into that Good Night"                       |
| 1996         | Murphy Brown                                                | Tara Baker              | Tập phim: "Casa Nova"                                  |
| 1996         | The John Larroquette Show                                   | Christine Taylor        | Tập phim: "The Master Class"                           |
| 1996         | Party of Five                                               | Kathleen Isley          | 6 tập phim                                             |
| 1996–1997    | 3rd Rock from the Sun                                       | Miss Frost              | 2 tập phim                                             |
| 1996–1997    | Seinfeld                                                    | Sue Ellen Mischke       | 4 tập phim                                             |
| 1997         | Roar                                                        | Megan                   | Tập phim: "Traps"                                      |
| 1997         | Chicago Sons                                                | Nina                    | Tập phim: "Infrequent Flyers"                          |
| 1998–2000    | Sports Night                                                | Sally Sasser            | 7 tập phim                                             |
| 1998         | The Closer                                                  | Susan Bend              | Tập phim: "The Rebound"                                |
| 1999         | Odd Man Out                                                 | Kasey Morton            | Tập phim: "Good Will Hunting"                          |
| 1999         | Any Day Now                                                 | Jana Durham             | Tập phim: "It's Not You, It's Me"                      |
| 1999         | Safe Harbor                                                 | Marilyn Conray          | Tập phim: "Older Women, Younger Men"                   |
| 2000         | Get Real                                                    | Olivia Clark            | Tập phim: "Guilt"                                      |
| 2000         | The Michael Richards Show                                   | Beth                    | Tập phim: "Discrimination"                             |
| 2000–2002    | 7th Heaven                                                  | Mrs. Carmen Mackoul     | 8 tập phim                                             |
| 2001         | Ally McBeal                                                 | Jerry Hill              | Tập phim: "Mr. Bo"                                     |
| 2001         | CSI: Crime Scene Investigation                              | Dr. Leigh Sapien        | Tập phim: "Overload"                                   |
| 2001         | Thieves                                                     | Loretta                 | Tập phim: "Liver Let Die"                              |
| 2001         | Gilmore Girls                                               | Eva                     | Tập phim: "Like Mother, Like Daughter"                 |
| 2001         | Dawson's Creek                                              | Kay Liddell             | Tập phim: "High Anxiety"                               |
| 2002         | Bram and Alice                                              | Theresa                 | Tập phim: "Scribbling Rivalry"                         |
| 2002         | The Court                                                   | Marsha Palmer           | 4 tập phim                                             |
| 2002         | Malcolm in the Middle                                       | Amelia                  | Tập phim: "Family Reunion"                             |
| 2002–2005    | Everwood                                                    | Julia Brown             | 5 tập phim                                             |
| 2003         | A.U.S.A.                                                    | Judge Kimberly Flynn    | Tập phim: "The Joint Report...A Love Story"            |
| 2003         | Nip/Tuck                                                    | Iris                    | 2 tập phim                                             |
| 2003         | The Lyon's Den                                              | Rebecca McCandless      | Tập phim: "Things She Said"                            |
| 2004         | The Help                                                    | Arlene Ridgeway         | Series regular, 7 tập phim                             |
| 2004         | Going to the Mat                                            | Patty Newfield          | Phim truyền hình                                       |
| 2004–2012    | Desperate Housewives                                        | Mary Alice Young        | Series ngắn, 179 tập phim                              |
| 2005         | The Work and the Glory II: American Zion                    | Mary Ann Steed          | Phim truyền hình                                       |
| 2006         | Family in Hiding                                            | Carol Peterson          | Phim truyền hình                                       |
| 2006         | Just Legal                                                  | Liza Lynch              | Tập phim: "The Bar"                                    |
| 2006         | The Work and the Glory III: A House Divided                 | Mary Ann Steed          | Phim truyền hình                                       |
| 2006–2007    | Help Me Help You                                            | Linda                   | 4 tập phim                                             |
| 2007         | Curb Your Enthusiasm                                        | Dr. Flomm               | Tập phim: "The N Word"                                 |
| 2007         | Shark                                                       | Olivia Hartnell         | Tập phim: "In Absentia"                                |
| 2008         | Law & Order: Criminal Intent                                | Kathy Jarrow            | Tập phim: "Betrayed"                                   |
| 2008         | Boston Legal                                                | Judge Judy Beacon       | Tập phim: "True Love"                                  |
| 2010         | Scoundrels                                                  | Penny Priest            | Tập phim: "Birds of a Feather Flock Together"          |
| 2010         | Rizzoli & Isles                                             | Mel Gaynor-Randle       | Tập phim: "I Kissed a Girl"                            |
| 2012–2014    | Dallas                                                      | Ann Ewing               | Series regular, 40 tập phim                            |
| 2012; 2014   | Scandal                                                     | Joan Reston             | Tập phims: "All Roads Lead to Fitz", "The Fluffer"     |
| 2012–present | Blood Relatives                                             | Narrator                | 32 tập phim                                            |
| 2014         | The Mysteries of Laura                                      | Margot Preston          | Tập phim: "The Mystery of the Mobile Murder"           |
| 2015         | Bones                                                       | Senator Hayley Winters  | Tập phim: "The Senator in the Street Sweeper"          |
| 2015         | Ice Sculpture Christmas                                     | Chef Gloria             | Phim truyền hình                                       |
| 2016         | Chicago P.D.                                                | Attorney Green          | Tập phim: "Now I'm God"                                |
| 2016; 2019   | The 100                                                     | Queen Nia               | 4 tập phim                                             |
| 2016         | Love by Chance                                              | Helen                   | Phim truyền hình                                       |
| 2016         | Notorious                                                   | Maggie Sherman          | Tập phim: "Missing"                                    |
| 2016–2017    | Fear the Walking Dead                                       | Ilene Stowe             | 4 tập phim                                             |
| 2016–2020    | Supergirl                                                   | Lillian Luthor          | 18 tập phim                                            |
| 2018–2020    | 13 Reasons Why                                              | Nora Walker             | 21 tập phim                                            |
| 2020         | All Rise                                                    | Jean Ruberstone-Frost   | Tập phim: "My Fair Lockdown"                           |